# The Stalking Moon
The Stalking Moon (Brasil: A Noite da Emboscada / Portugal: Emboscada na Sombra) é um filme estadunidense, de faroeste, drama e suspense, de 1968, dirigido por Robert Mulligan, roteirizado por Alvin sargent e Wendell Mayes, baseado no livro de Theodore V. Olsen, música de Fred Karlin.

## Sinopse
Batedor de cavalaria, retira-se para sua fazenda no Novo México, levando consigo uma mulher branca, resgatada dos índios e seu filho mestiço, inadvertido de que o pai da criança é um temido e mortal guerreiro apache. O confronto, cedo ou tarde, será inevitável.

## Elenco
- Gregory Peck ....... Sam Varner
- Eva Marie Saint ....... Sarah Carver
- Robert Forster ....... Nick Tana
- Noland Clay ....... Boy
- Russell Thorson ....... Ned
- Frank Silvera ....... Major
- Lonny Chapman 	…… Purdue
- Henry Beckman ....... sargento Rudabaugh
- Charles Tyner ....... Dace
- Richard Bull ....... Doctor
- Nathaniel Narcisco ....... Salvaje